# Nicole Diener-Carton
Pour les articles homonymes, voir Diener et Carton.
Nicole Diener-Carton, née en 1920, est une écrivain et poète vaudoise.

## Biographie
Membre de l'Association vaudoise des écrivains, Nicole Diener-Carton publie son premier recueil en 1994 La Ronde des quatre saisons.
En 1998, elle obtient le Prix de l'année poétique 1999 de la Société des poètes et artistes de France-Suisse pour Éphémères. En 2001, le 2e Prix de poésie de la Société des poètes et écrivains d'expression française à Genève lui est décerné pour Images.